# Matt Jarvis (Pokerspieler)
Matthew „Matt“ Jarvis (* 1984 in Richmond, British Columbia) ist ein professioneller kanadischer Pokerspieler. Er gewann 2011 ein Bracelet bei der World Series of Poker.

## Persönliches
Jarvis stammt aus Surrey in der kanadischen Provinz British Columbia und studierte Betriebswirtschaftslehre. Er lebt in Vancouver.

## Pokerkarriere
Jarvis lernte Poker beim Spielen mit Freunden und durch das Lesen diverser Pokerbücher. Online spielte er auf diversen Plattformen unter dem Nickname Jarfish.
Seine erste Geldplatzierung bei einem Live-Turnier erzielte Jarvis Anfang Mai 2008 in seiner Geburtsstadt Richmond. Seinen ersten großen Erfolg verzeichnete er beim Main Event der World Series of Poker (WSOP) im Juli 2010 im Rio All-Suite Hotel and Casino am Las Vegas Strip, an dem er als einer von 7319 Spielern teilnahm. Dort erreichte der Kanadier mit dem fünftgrößten Chipstack den Finaltisch, der ab dem 6. November 2010 ausgespielt wurde. Er belegte den achten Platz und sicherte sich ein Preisgeld von über einer Million US-Dollar. Bei der WSOP 2011 gewann Jarvis ein Turnier in der Variante No Limit Hold’em und damit ein Bracelet sowie mehr als 800.000 US-Dollar. Ende November 2014 siegte er bei einem High-Roller-Turnier in Kahnawake und erhielt aufgrund eines Deals mit Pascal Lefrançois und Darren Elias mehr als 100.000 US-Dollar. Bei der WSOP 2015 belegte Jarvis im Main Event den mit knapp 140.000 US-Dollar dotierten 51. Platz. Seitdem blieben größere Turniererfolge aus. Seine bis dato letzte Geldplatzierung erzielte der Kanadier bei der WSOP 2017.
Insgesamt hat sich Jarvis mit Poker bei Live-Turnieren mehr als 2,5 Millionen US-Dollar erspielt.